# Casares (Monforte de Lemos)
Casares es una aldea española situada en la parroquia de Baamorto, del municipio de Monforte de Lemos, en la provincia de Lugo, Galicia.

## Geografía
Se encuentra a una altitud de 326 metros sobre el nivel del mar

## Demografía
| Gráfica de evolución demográfica de Casares entre 2000 y 2020 |
|                                                               |
| Datos según el nomenclátor publicado por el INE.              |